# Giennadij Sawlewicz
Giennadij Sawlewicz (ros. Геннадий Савлевич, ur. 1 maja 1947) – radziecki lekkoatleta, trójskoczek.
Zdobył brązowy medal w trójskoku na halowych mistrzostwach Europy w 1971 w Sofii, za swym kolegą z reprezentacji ZSRR Wiktorem Saniejewem i Carolem Corbu z Rumunii. Zajął 8. miejsce w tej konkurencji na mistrzostwach Europy w 1971 w Helsinkach.